# Kreuz Duisburg-Süd
Het Kreuz Duisburg-Süd is een knooppunt in de Duitse deelstaat Noordrijn-Westfalen. Op dit knooppunt sluiten de A59 vanuit Dinslaken en de B8 vanuit Düsseldorf aan op de A524 (Krefeld-Dreieck Breitscheid).

## Geografie
Het knooppunt ligt in de deelgemeente Duisburg-Süd. Nabijgelegen stadsdelen zijn Großenbaum, Huckingen en Rahm. Het knooppunt ligt ongeveer 4 km ten zuidwesten van het centrum van Duisburg, ongeveer 28 km ten zuiden van Dinslaken en ongeveer 10 km ten noorden van Düsseldorf.

## Rijstroken
Nabij het knooppunt heeft de A59 2x3 rijstroken, Zowel de A524 als de B8 hebben 2x2 rijstroken. Alle verbindingsbogen hebben één rijstrook. Het is een klaverbladknooppunt met alleen rangeerbanen langs de A524.

## Richtingen knooppunt
| Aansluitende wegen                  | Aansluitende wegen                    | Aansluitende wegen            | Aansluitende wegen | Aansluitende wegen |
| ----------------------------------- | ------------------------------------- | ----------------------------- | ------------------ | ------------------ |
|                                     |                                       | richting Duisburg / Dinslaken |                    |                    |
|                                     |                                       |                               |                    |                    |
| richting Duisburg-Huckingen Krefeld | richting Duisburg-Rahm Essen / Keulen |                               |                    |                    |
|                                     |                                       |                               |                    |                    |
|                                     |                                       | richting Düsseldorf           |                    |                    |

## Weblinks
- Das Autobahnkreuz Duisburg-Süd auf autobahnkreuze-online.de
- Zeitungsartikel auf derwesten.de